# 不倫瑞克 (北卡羅萊納州)
不倫瑞克（英語：Brunswick）是一個位於美國北卡羅萊納州哥倫布縣的城鎮。

## 人口
根據2020年美國人口普查的數據，不倫瑞克的面積為1.55平方千米，皆為陸地。當地共有人口973人，而人口密度為每平方千米628人。